# Wiklöf Holding Arena
Wiklöf Holding Arena – wielofunkcyjny stadion w Maarianhaminie, w Finlandii. Został otwarty w 1932 roku. Swoje mecze rozgrywa na nim drużyna IFK Mariehamn. Obiekt może pomieścić 4000 widzów, z czego 1600 miejsc jest siedzących.